# Polystachya cavanayensis
Polystachya cavanayensis är en orkidéart som beskrevs av Leslie Andrew Garay och Galfrid Clement Keyworth Dunsterville. Polystachya cavanayensis ingår i släktet Polystachya och familjen orkidéer.
Artens utbredningsområde är Venezuela. Inga underarter finns listade i Catalogue of Life.